# Karma and Effect
Albums de Seether
Disclaimer II
(2004) One Cold Night
(2006)
Singles
1. Remedy
Sortie : avril 2005
2. Truth
Sortie : 2005
3. The Gift
Sortie : 2006

Karma and Effect est le troisième album studio du groupe sud-africain de metal alternatif Seether, publié le 24 mai 2005 sur le label Wind-up Records.

## Liste des chansons
| No  | Titre                            | Durée |
| --- | -------------------------------- | ----- |
| 1.  | Because of Me                    | 3:36  |
| 2.  | Remedy                           | 3:27  |
| 3.  | Truth                            | 3:50  |
| 4.  | The Gift                         | 5:34  |
| 5.  | Burrito                          | 3:51  |
| 6.  | Given                            | 3:46  |
| 7.  | Never Leave                      | 4:59  |
| 8.  | World Falls Away                 | 4:40  |
| 9.  | Tongue                           | 4:05  |
| 10. | I'm the One                      | 2:48  |
| 11. | Simplest Mistake                 | 5:28  |
| 12. | Diseased                         | 3:40  |
| 13. | Plastic Man                      | 3:49  |
| 14. | Kom saam met my (chanson cachée) | 2:18  |